# Дания на зимних Олимпийских играх 1968
Дания принимала участие в Зимних Олимпийских играх 1968 года в Гренобле (Франция) в пятый раз за свою историю, но не завоевала ни одной медали. Сборную страны представляли 3 спортсмена, все лыжники.

## Состав сборной
Самым молодым участником сборной был 28-летний Аполло Люнге, самой старшей участницей — 30-летняя Кирстен Карлсен.
Флаг на церемонии открытия несла Кирстен Карлсен.

## Результаты
Соревнования по лыжным гонкам прошли с 6 по 16 февраля. Были разыграны 7 комплектов наград. Датские мужчины соревновались на дистанциях 15 и 30, а женщины  —  на дистанциях 5 и 10 км. Все гонки проводились классическим стилем. Все соревнования прошли в Отране (фр. Autrans).  
Лучшим результатом стало 32 место Кирстен Карлсен в гонке на 10 км. 
Женщины
| Дистанция | Спортсменка     | Результат | Результат |
| Дистанция | Спортсменка     | Время     | Место     |
| --------- | --------------- | --------- | --------- |
| 5 км      | Кирстен Карлсен | 19:56.6   | 34        |
| 10 км     | Кирстен Карлсен | 46:56.2   | 32        |

Мужчины
| Дистанция | Спортсмен     | Результат | Результат |
| Дистанция | Спортсмен     | Время     | Место     |
| --------- | ------------- | --------- | --------- |
| 15 км     | Аполло Люнге  | 1:00:34.8 | 67        |
| 15 км     | Свенд Карлсен | 56:09.5   | 57        |
| 30 км     | Аполло Люнге  | 1:55:40.0 | 62        |
| 30 км     | Свенд Карлсен | 1:50:51.8 | 53        |